# 拉斯季夫齊 (博戈羅德恰尼區)
48°43′16″N 24°30′2″E / 48.72111°N 24.50056°E
拉斯季夫齊（烏克蘭語：Ластівці），是烏克蘭西部的村莊，隸屬伊萬諾-弗蘭科夫斯克州的伊萬諾-弗蘭科夫斯克區。該村面積8平方公里，2001年人口1,285，人口密度每平方公里160.6人。